# Microcharops granulosus
Microcharops granulosus là một loài tò vò trong họ Ichneumonidae.